# Julien Gonnet
Julien Gonnet (né le 2 septembre 1981 à Toulon) est un coureur cycliste français.

## Biographie
En 2011, Julien Gonnet intègre l'équipe Armée de Terre. 
En 2015, cette équipe devient une équipe continentale. Julien Gonnet y devient coureur professionnel. En fin d'année, il fait le choix de retourner chez les amateurs et s'engage avec le club de Sablé Sarthe.

## Palmarès
- 2003
  - Grand Prix de Pintivy
  - Grand Prix de Crach
  - 3e de La Melrandaise
- 2005
  - Grand Prix Michel-Lair
  - 3e de la Route bretonne
- 2006
  -  Champion de Bretagne sur route
  - 5e épreuve du Circuit des plages vendéennes
  - 7e étape du Tour du Faso
  - 3e du Tour de Belle-Île-en-Mer
  - 3e du Tour du Faso
- 2007
  - 1re étape du Tour de Gironde
  - Grand Prix de la Moisson
  - Jard-Les Herbiers
  - 2e du Grand Prix Chantal Biya
- 2008
  -  Champion de France militaires sur route
  - Champion d'Ille-et-Vilaine sur route
  - 3e de Paris-Chalette-Vierzon
- 2009
  -  Champion de France militaires sur route
  - Nantes-Segré
  - Redon-Redon
  - Circuit des Bruyères
  - 3e et 6e étapes du Tour de La Réunion
- 2010
  - 3e de Jard-Les Herbiers
- 2011
  - 3e étape du Tour du Loiret
  - Critérium de Bain-de-Bretagne
  - 2e de La Tramontane
  - 2e de Redon-Redon
  - 2e de La Gainsbarre
  - 3e des Boucles catalanes
  - 3e du Grand Prix de Tours
- 2012
  - 3e du Circuit des Matignon
  - 3e du championnat d'Île-de-France
- 2014
  - Grand Prix de Champagné
  - Prix de la ville de Carentan
  - 2e du Circuit des Remparts
- 2016
  - 1reb étape du Circuit du Pays de Craon
  - 2e du Circuit du Pays de Craon
  - 3e des Boucles Nationales du Printemps
- 2018
  - Grand Prix de Malaquais

## Classements mondiaux
| Année           | 2006   | 2007 | 2008 | 2009 | 2010   | 2011 | 2012 | 2013 |
| --------------- | ------ | ---- | ---- | ---- | ------ | ---- | ---- | ---- |
| UCI Africa Tour |        | 47e  | 51e  |      |        |      |      |      |
| UCI Europe Tour | 1 248e | 819e | 959e | 865e | 1 064e | 775e |      | 712e |